# کورنیدزور
کورنیدزور (به ارمنی: Կոռնիձոր) یک سکونتگاه مسکونی در ارمنستان است که در استان سیونیک واقع شده‌است.  در  کیلومتری جنوب کاپان، مرکز استان سیونیک واقع شده است.

## خصوصیات
کورنیدزور ۲۴٫۱۸ کیلومترمربع مساحت و ۱٬۱۰۰ نفر جمعیت دارد و در ارتفاع  متر بالاتر از سطح دریا قرار گرفته است.